# Охты Ехци
Охты Ехци (арм. Օխտը Եղցի) — армянский памятник, который расположен около деревни Бадара в Ходжалинском районе Азербайджана, на холме среди деревьев.
Имя Охты ехци означает семь церквей. Комплекс состоит из 13 культовых и светский зданий, 9 из которых находятся в полуразрушенном состоянии (шесть из которых примыкают друг к другу и имеют отдельные входы и окна, а 3 другие — построены в их окрестностях), а остальные — в разрушенном состоянии. Все здания однонефные и построены из грубоотёсанных камней.
Основные сооружения расположены вокруг общей площади. Фасадами и окнами они обращены во двор. Вдоль них расставлены хачкары, которые датируются 1156, 1165, 1193, 1216 годами и последующими веками. Хачкары покрыты тонкой ажурной резьбой и по стилю исполнения соотносятся хаченским хачкарам. В монастырском комплексе есть церкви с прямоугольными в плане алтарными апсидами.
По данным надписей монастырский комплекс с поселениями был построен в XII—XIII веках. Около монастыря есть большие кладбища.